# David Engels
David Engels (ur. 27 sierpnia 1979 w Verviers) – belgijski historyk historii starożytnej.

## Życiorys
Po ukończeniu szkoły i liceum w Eupen, David Engels studiował historię, filozofię i ekonomię na Uniwersytecie RWTH w Aachen. Tam też złożył w 2006, po otrzymaniu stypendium doktoranckiego z fundacji „Studienstiftung des Deutschen Volkes” i obronił swą rozprawę doktorską u Rabana von Haehlinga, pt. „Das römische Vorzeichenwesen (753–27 v. Chr.). Quellen, Terminologie, Kommentar, historische Entwicklung”, którą opublikował w 2007.
Od 2005 Engels był asystentem w Katedrze Historii Starożytnej na Uniwersytecie RWTH w Aachen. W 2008 został profesorem w Katedrze Historii Rzymu Université Libre de Bruxelles (ULB).
W 2009 został również redaktorem działu historii rzymskiej czasopisma naukowego „Latomus”; później został jego redaktorem naczelnym (2012–2017), a w końcu dyrektorem i wydawcą. Punkt ciężkości zainteresowań badawczych Engelsa koncentruje się na: historii religii rzymskiej, państwie Seleucydów oraz na porównawczych badaniach historycznych. Kolejne obszary jego działalności naukowej to: historia recepcji i filozofia historii.
Wypowiada się często w mediach francuskojęzycznych na tematy dotyczące bieżącej polityki europejskiej, przede wszystkim w „atlantico.fr” czy też w belgijskim tygodniku „Le Vif/L'Express”, w którym prowadzi od jesieni 2016 comiesięczną rubrykę. Pisze też dla niemieckojęzycznych czasopism, takich jak: „Cicero”, „Cato”, „Die Tagespost”. Od 2020 publikuje również w „Tygodniku Solidarność”.
Od 2007 Engels prowadził kilka projektów badawczych, np. „Ille operum custos. Kulturgeschichtliche Beiträge zur antiken Bienensymbolik und ihrer Rezeption“ (Kulturalno-historyczne artykuły na temat antycznej symboliki pszczół i ich recepcji), „Zwischen Ideal und Wirklichkeit. Herrschaft auf Sizilien von der Antike bis zur Frühen Neuzeit“ (Między ideałem a rzeczywistością. Panowanie na Sycylii od starożytności do czasów nowożytnych), „La destruction dans l'histoire. Pratiques et discours” poświęcony kulturowo-historycznemu zjawisku destrukcji. Engels wraz z Carlo Lejeune'em był odpowiedzialny za wydanie w 2015 pierwszego tomu „Grenzerfahrungen” (Doświadczenia z pogranicza), historii starożytnej i średniowiecznej niemieckojęzycznej społeczności Belgii.
W 2013 Engels opublikował w paryskiej „éditions du Toucan” krytyczną pod względem kulturowym monografię na temat obecnego kryzysu tożsamości Unii Europejskiej, zatytułowaną „Le déclin”, która zakorzeniona jest w historyczno-filozoficznej tradycji Oswalda Spenglera i Arnolda J. Toynbee. Wykorzystując dwanaście wskaźników, Engels porównuje w niej różne aspekty budowy tożsamości Unii Europejskiej z objawami kryzysu odchodzącej Republiki Rzymskiej. W 2014 w wydawnictwie Europa Verlag Berlin ukazała się znacznie rozszerzona wersja książki, przetłumaczona na język niemiecki przez samego autora, zatytułowana „Auf dem Weg ins Imperium” (Na drodze do imperium), która została uznana przez „Süddeutsche Zeitung” i „Norddeutscher Rundfunk” za „najlepszą książkę popularnonaukową (Sachbuch) we wrześniu 2014 roku”.
Zainteresowanie filozofią historii zorientowaną na Oswalda Spenglera znalazło również odzwierciedlenie w publikacji antologii, wydanej z Maxem Otte i Michaelem Thöndlem, z okazji 100. rocznicy ukazania się pierwszego wydania „Untergang des Abendlandes”. Publikacja ta stanowiła pierwszy plon działalności stowarzyszenia „Oswald Spengler-Society” założonego w 2017 przez Engelsa, Ottego i Thöndla. Przewodniczącym został Engels. W 2020 ukazał się pierwszy tom czasopisma naukowego „Spengler-Society” pod jego redakcją. W 2021 r. wydawnictwo "Kohlhammer" opublikowało obszerny wybór esejów Engelsa na temat Oswalda Spenglera.
Od 2018 Engels został zwolniony z zajęć w ULB i objął stanowisko głównego analityka w Instytucie Zachodnim w Poznaniu, gdzie odpowiada za kwestie związane z zachodnią historią intelektualną, tożsamością europejską i stosunkami polsko-zachodnioeuropejskimi. W tym kontekście Engels opublikował w 2019 tom „Renovatio Europae”, w którym ukuł termin "hesperializm", mający być synonimem „patriotycznego zaangażowania na rzecz zjednoczonej Europy, która powinna się jednak opierać nie tylko na wartościach uniwersalistycznych, ale też konserwatywnych […]; to termin, który wywodzi się z greckiego określenia w odniesieniu do najdalszego Zachodu znanego świata, który w pewnym sensie ma stanowić termin przeciwstawny do ‘europeizmu’, przez który rozumie się przeważnie bezkrytyczne poparcie dla obecnej Unii Europejskiej […]".
W uzupełnieniu do Renovatio Europae jeszcze w tym samym roku (2019) ukazała się książka „Que faire”, której tytuł został zaczerpnięty z powieści Czernyszewskiego "Co robić"; Engels przedstawia w niej systematyczną diagnozę tego, co uważa za "upadek Europy". Podczas gdy „Renovatio Europae” nakreśla polityczną odpowiedź na ten problem, tak „Que faire”, zaopatrzona w komentarz Michela Houellebecqa na obwolucie, ma ukazać prywatną sferę tego zagadnienia; jest też pomyślana jako rodzaj „indywidualnej pomocy w przetrwaniu dla miłośników Europy” („guide de survie à l'usage des amoureux de l'Europe”), jak wyjaśnił Engels w „Le Figaro”.

## Hesperializm
Swoją koncepcję integracji europejskiej David Engels określa wprowadzonym przez siebie terminem hesperializm. Nazwa ta jest wywiedziona ze starożytnej greki, pochodzi od nazwy wysp Hesperydy, będących starożytnym greckim synonimem zachodnich krańców świata. Termin ten ma być określeniem konserwatywnego patriotyzmu europejskiego, który łączy w sobie proeuropeizm i przywiązanie do suwerenności własnego narodu.
Koncepcja ta nawiązuje do dziedzictwa Świętego Cesarstwa Rzymskiego oraz unii polsko-litewskiej. Wspólna europejska tożsamość powinna być budowana w oparciu o zakorzeniony w tradycji i historii obraz człowieka Zachodu. Państwa składowe powinny dysponować maksymalną autonomią i swoje interesy uzgadniać między sobą, a wyłonione władze centralne powinny zapewniać obronę militarną na zewnątrz, łagodzić spory wewnętrzne oraz gwarantować minimum norm niezbędnych dla gospodarczego i kulturalnego rozwoju. Należy odrzucić natomiast te aspekty integracji, które nie wynikają z akceptacji obywateli. Taka koncepcja ma zapobiegać zarówno biurokratycznemu centralizmowi, jak i rozpadowi Europy na państwa narodowe, które mogą wówczas stać się ofiarą zewnętrznych mocarstw, takich jak Chiny, Rosja czy Stany Zjednoczone.
Proponowana w tym kontekście reforma Unii Europejskiej obejmuje:
- stworzenie definitywnego projektu konstytucji,
- reformę reprezentacji parlamentarnej, w której Parlament UE stanowiłby izbę niższą, a Rada Europejska – izbę wyższą,
- zastąpienie komisji sekretarzami stanu wybieranymi przez parlament,
- utworzenie urzędu prezydenta wybieranego w wyborach powszechnych, który miałby reprezentować zjednoczoną Europę w sprawach wewnętrznych i zewnętrznych.

## Wybrane publikacje
- David Engels: Das römische Vorzeichenwesen (753–27 v. Chr.). Quellen, Terminologie, Kommentar, historische Entwicklung (=Potsdamer Altertumswissenschaftliche Beiträge 22), Franz Steiner Verlag, Stuttgart, 2007, ISBN 978-3-515-09027-8.
- David Engels / Carla Nicolaye (red.): Ille operum custos. Kulturgeschichtliche Beiträge zur antiken Bienensymbolik und ihrer Rezeption (= Spudasmata 118), Olms Verlag, Hildesheim/ Zürich/ New York, 2008, ISBN 978-3-487-13606-6.
- David Engels / Lioba Geis / Michael Kleu (red.): Zwischen Ideal und Wirklichkeit. Herrschaft auf Sizilien von der Antike bis zum Spätmittelalter, Franz Steiner Verlag, Stuttgart, 2010, ISBN 978-3-515-09641-6.
- David Engels, Le déclin. La crise de l’Union européenne et la chute de la République romaine. Quelques analogies, Éditions du Toucan, Paris, 2013, ISBN 978-2-8100-0524-6. Tłumaczenie na język niemieck (D. Engels): Auf dem Weg ins Imperium. Die Krise der Europäischen Union und der Untergang der Römischen Republik. Historische Parallelen, Europa Verlag Berlin, Berlin / München, 2014, ISBN 978-3-944305-45-5. Tłumaczenie na język chorwacki (M. Bašić): Zalazak. Kriza Europske unije i pad Rimske republike – nekoliko povijesnih analogija, Litteris, Zagreb, 2017, ISBN 978-953-7250-86-7. Tłumaczenie na język węgierski (M. Horváth i R. Csősz): A Birodalommá válás útján. Az Európai Unió válsága és a Római Köztársaság hanyatlása, L'Harmattan Kiadó, Budapest, 2017, ISBN 978-963-414-114-3. Tłumaczenie na język holenderski (H. van der Liet i B. de Wit): Op Weg naar het Imperium. De crisis van de EU en de ondergang van de Romeinse republiek – historische parallelen, Blauwe Tijger, Groningen, 2020, ISBN 978-94-92161-68-0.
- David Engels / Didier Martens / Alexis Wilkin (red.): La destruction dans l’histoire. Pratiques et discours, Peter Lang Verlag, Bern/ Berlin/ Bruxelles/ Frankfurt a. M./ New York/ Oxford/ Wien, 2013, ISBN 978-2-87574-006-9.
- David Engels / Peter Van Nuffelen (red.): Religion and Competition in Antiquity, Éditions Latomus, Bruxelles, 2014, ISBN 978-2-87031-290-3.
- David Engels; Von Platon bis Fukuyama. Biologistische und zyklische Konzepte in der Geschichtsphilosophie der Antike und des Abendlandes, Éditions Latomus, Bruxelles, 2015, ISBN 978-90-429-3274-6.
- Carlo Lejeune / David Engels (red.): Grenzerfahrungen, Band 1: Villen, Dörfer, Burgen. Eine Geschichte der Deutschsprachigen Gemeinschaft Belgiens, Grenz Echo-Verlag, Eupen, 2016, ISBN 978-3-86712-104-0.
- David Engels: Benefactors, Kings, Rulers. Studies on the Seleukid Empire between East and West, Peeters, Leuven, 2017, ISBN 978-90-429-3327-9.
- David Engels / Max Otte / Michael Thöndl (red.): Der lange Schatten Oswald Spenglers. Einhundert Jahre Untergang des Abendlandes. Manuscriptum, Lüdinghausen / Berlin, 2018, ISBN 978-3-944872-71-1.
- Michel Houellebecq / David Engels / Gerd Morgenthaler / Max Otte: Michel Houellebecq: Oswald Spengler und der Untergang des Abendlandes. Reden anlässlich der Verleihung des Oswald Spengler-Preises an Michel Houellebecq. Brüssel, 19. Oktober 2018, Manuscriptum, Lüdinghausen / Berlin, 2019, ISBN 978-3-944872-91-9.
- Altay Coşkun / David Engels (red.): Rome and the Seleukid East. Selected Papers from the Seleukid Study Day V, Brussels, 21–23 August 2015, Editions Latomus, Bruxelles, 2019, ISBN 978-90-429-3927-1.
- David Engels (red.): Renovatio Europae. Plädoyer für einen hesperialistischen Neubau Europas, Manuscriptum, Lüdinghausen / Berlin, 2019, ISBN 978-3-948075-00-2. Tłumaczenie na język polski (A. Peszke): Renovatio Europae. O hesperialistyczną reformę Europy, Instytut Zachodni, Poznań, 2019, ISBN 978-83-61736-96-7. Tłumaczenie na język angielski (D. Engels): Renovatio Europae. For a Hesperialist Renewal of Europe, Blue Tiger Media, Groningen, 2019, ISBN 978-94-92161-85-7. Tłumaczenie na język francuski (D. Engels): Renovatio Europae. Plaidoyer pour un renouveau hespérialiste de l'Europe, Éditions du Cerf, Paris, 2020, ISBN 978-2-204-14035-5.Tłumaczenie na język hiszpański (S. Fabricius:) Renovatio Europae. Por una renovación hesperialista de Europa, EAS, Alicante, 2020, ISBN 978-84-122000-8-9.
- David Engels, Que faire? Vivre avec le déclin de l’Europe, Blue Tiger Media, Groningen, 2019, ISBN 978-94-92161-83-3. Tłumaczenie na język hiszpański (C.J. Blanco): ¿Qué hacer?: Vivir con la decadencia de Europa, EAS, Alicante, 2019, ISBN 978-84-120626-0-1. Tłumaczenie na język niemieck (D. Engels): Was tun? Leben mit dem Niedergang Europas, Renovamen, Bad Schmiedeberg, 2020, ISBN 978-3-95621-142-3.
- David Engels (jako redaktor): Journal of the Oswald Spengler Society 1/2018–2019: Oswald Spenglers Geschichtsmorphologie heute, Manuscriptum, Lüdinghausen / Berlin, 2020, ISBN 978-3-948075-17-0.
- David Engels, Oswald Spengler. Werk, Deutung, Rezeption, Kohlhammer (Geschichte in Wissenschaft und Forschung), Stuttgart, 2021, ISBN 978-3-17-037494-2.